# Miner riberenc d'Oustalet
El miner riberenc d'Oustalet (Cinclodes oustaleti) és una espècie d'ocell de la família dels furnàrids (Furnariidae) que viu prop de rierols entre roques a les muntanyes, des del nord de Xile i Argentina occidental, cap al sud fins Terra del Foc. També a arxipèlag Juan Fernández.